# Lake Dunn
Lake Dunn är en sjö i Australien. Den ligger i delstaten Queensland, omkring 920 kilometer nordväst om delstatshuvudstaden Brisbane. Lake Dunn ligger 291 meter över havet. Arean är 5,3 kvadratkilometer. Den sträcker sig 2,2 kilometer i nord-sydlig riktning, och 4,4 kilometer i öst-västlig riktning.
Omgivningarna runt Lake Dunn är i huvudsak ett öppet busklandskap. Trakten runt Lake Dunn är nära nog obefolkad, med mindre än två invånare per kvadratkilometer. Genomsnittlig årsnederbörd är 582 millimeter. Den regnigaste månaden är februari, med i genomsnitt 158 mm nederbörd, och den torraste är september, med 15 mm nederbörd.